# Vana-Antsla
Vana-Antsla – wieś w Estonii w prowincji Võru w gminie Antsla. W 2011 roku zamieszkana przez 181 osób.